# Propaganda

Durante la Primera Guerra Mundial, James Montgomery Flagg realizó este cartel de propaganda del Tío Sam (personificación de los Estados Unidos). El mensaje de “I want you for U.S Army” tuvo tanto éxito que volvió a utilizarse en la Segunda Guerra Mundial para reclutar soldados.

La propaganda es una forma de transmisión de información que tiene como objetivo influir en la actitud de una comunidad respecto a alguna causa o posición, presentando argumentos sobre una temática. Esta es usualmente repetida y difundida en una amplia variedad de medios con el fin de obtener el resultado deseado en la actitud de una audiencia. 
La propaganda, en su sentido más básico, presenta información parcial para influir una audiencia. Con frecuencia presenta hechos de manera selectiva y omite otros deliberadamente para sustentar una conclusión, o usa mensajes controlados para producir una respuesta emocional, más bien que racional, respecto de la información presentada. El efecto deseado es un cambio en la actitud de una audiencia determinada acerca de asuntos políticos, religiosos o comerciales. La propaganda, por lo tanto, puede ser usada como un «arma de guerra» en la lucha ideológica o comercial.
Mientras que el término «propaganda» ha adquirido en algunos casos una connotación sumamente negativa debido a los ejemplos de su uso más manipulador y chauvinista (por ejemplo, la propaganda nazi para justificar el Holocausto), el sentido original de la palabra era neutro.
Cuando la propaganda tiene como fin el promover el consumo y las ventas de bienes o servicios, es llamada publicidad. Debido a que este último campo de la actividad informativa es muy amplio y extendido, generalmente se prefiere darle al término propaganda un significado más restringido a los ámbitos ideológico, político o religioso.

## Etimología
Etimológicamente la palabra propaganda proviene de propagar, tomada del participio de futuro pasivo del verbo latino propagare que significa 'perpetuar, acrecentar, extender'. Aunque a veces la palabra propaganda es usada como sinónimo de exageración, falsedad y abuso, la propaganda como tal significa expansión, diseminación, multiplicación rápida. La palabra tiene su origen en la institución de la Iglesia católica dedicada a la misión, la Sagrada Congregación para la Propagación de la Fe (Sacra Congregatio de Propaganda Fide), fundada en 1622 por el papa Gregorio XV. La institución fue rebautizada en 1982 y hoy se llama Congregación para la Evangelización de los Pueblos (Congregatio pro Gentium Evangelisatione).

## Historia

### Antigüedad y Edad Media

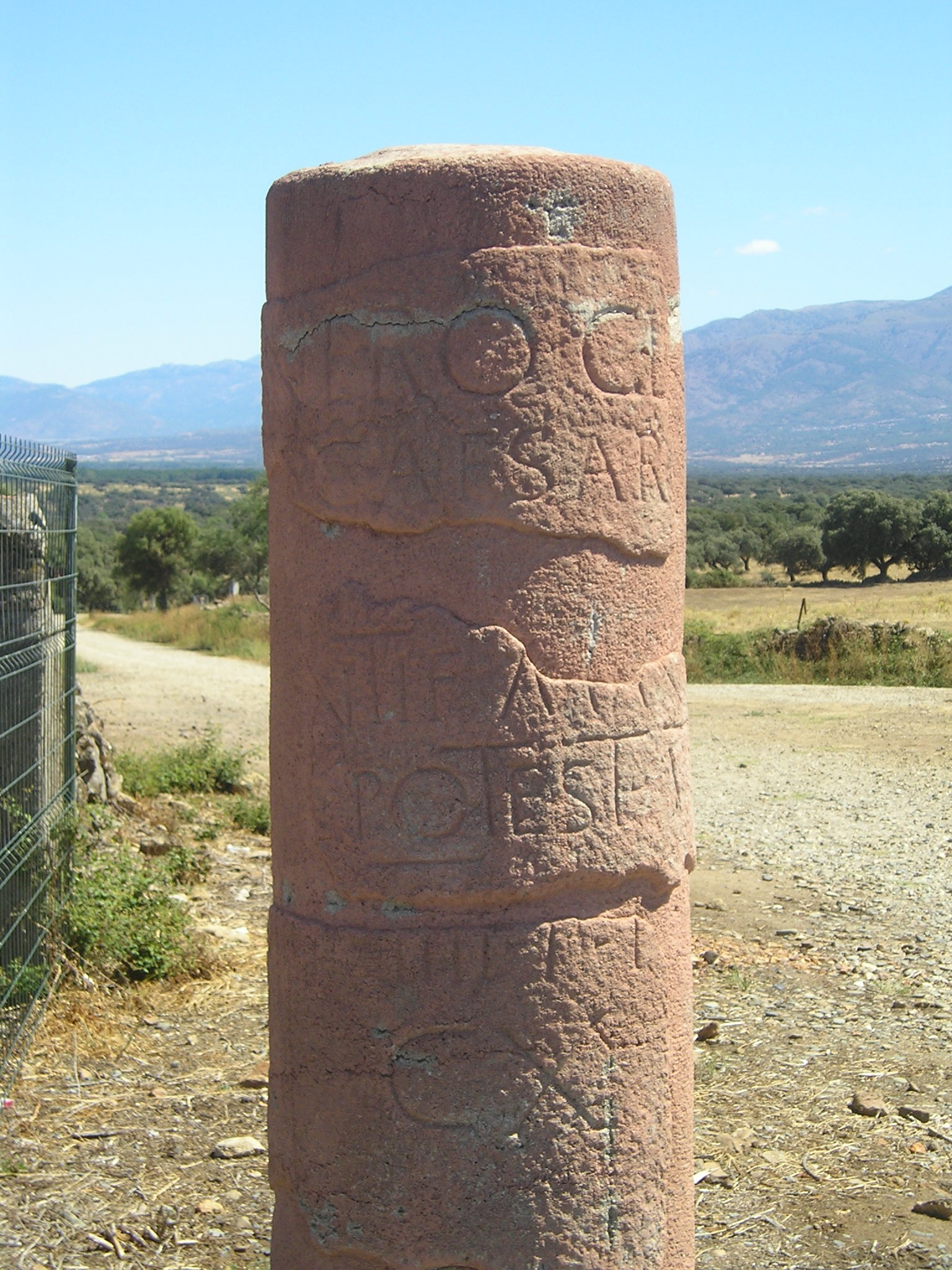
Miliario romano en la Vía de la Plata a su paso por Capara, en Cáceres, España, que conmemora la construcción de la misma por el emperador Nerón.

Los edictos de Ashoka (siglo III a. C.) son una serie de edictos escritos que se han conservado en columnas o rocas naturales distribuidas por el Norte del subcontinente indio. Estas inscripciones estaban ubicadas en enclaves importantes como cerca de las ciudades, rutas comerciales o centros religiosos, con lo que el gobierno de Asoka se aseguraba de llegar al máximo número de gente posible. Eran preceptos morales, religiosos y prestaciones sociales en relación con hombres y animales.
Siendo conocida mucho antes en la India y China, la propaganda en Europa tiene sus inicios escritos ya en inscripciones de mensajes publicitarios entre los comerciantes griegos. Como arma de guerra, en el invierno de 432 a. C. Esparta utilizó la propaganda para desestabilizar a Atenas durante los preparativos de la guerra del Peloponeso, incluyendo la propagación de rumores acerca del estadista Pericles para dañar su reputación.

### Edad Moderna
En la curia romana se la utilizaba para difundir su mensaje religioso. Esta herramienta vuelve a ser utilizada y a expandirse gracias al impulso de la Iglesia católica con su departamento de administración pontificia dedicado a controlar las rutas misioneras del Nuevo Mundo. En el periodo de la Contrarreforma se emplea la expresión de propaganda fide con intención pastoral, cuando el 22 de junio de 1622 el papa Gregorio XV instituye la Congregación para la Evangelización de los Pueblos o Propaganda Fide, con el fin de propagar el catolicismo en los continentes en vías de colonización.

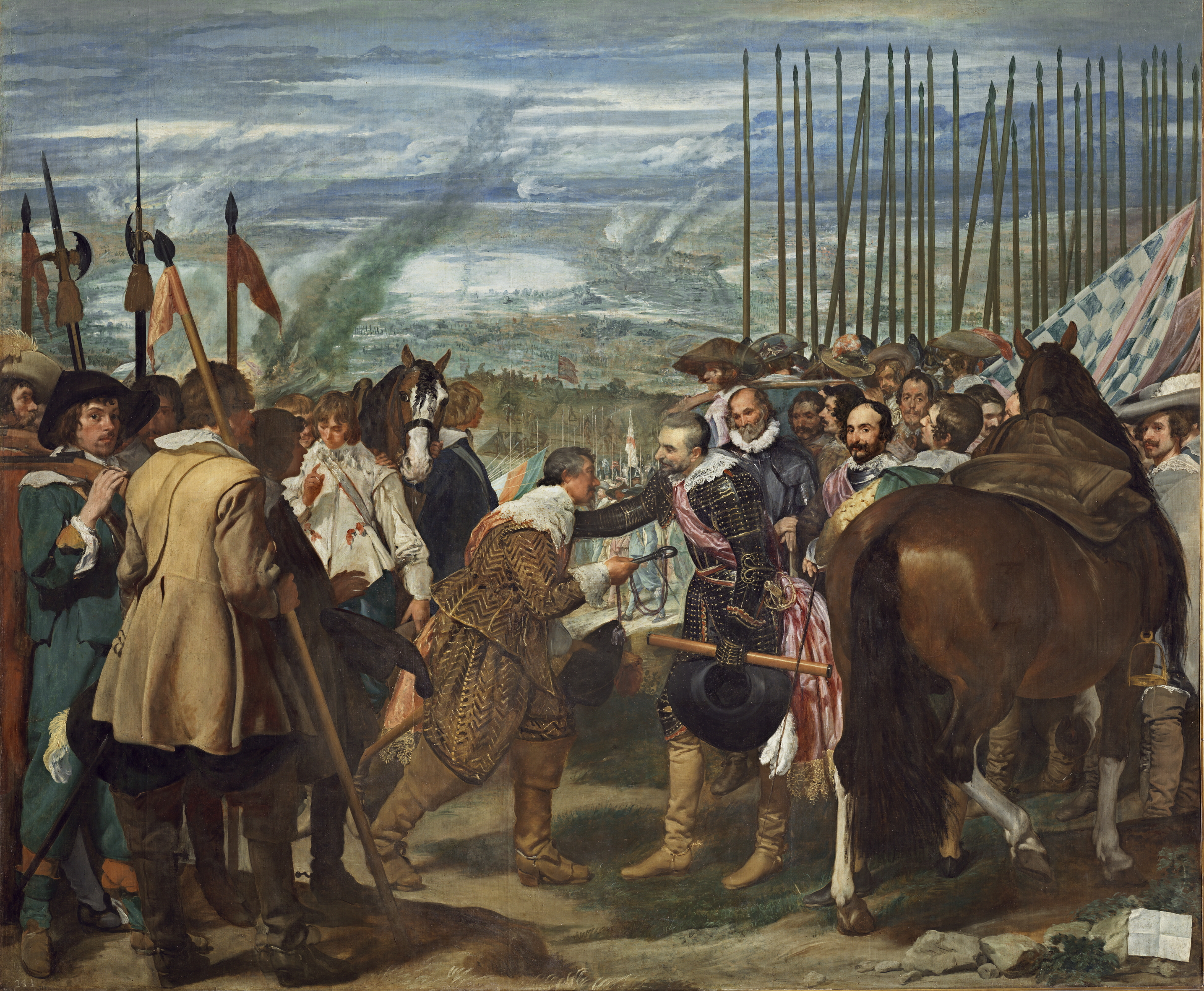
La rendición de Breda (1635), obra de Velázquez destinada a decorar el salón de recepción de embajadores del Palacio del Buen Retiro de Madrid. La pintura representa de forma idealizada la toma de la ciudad de Breda (actualmente en Países Bajos) por el ejército hispano a modo de alarde de poderío militar, tratando de ocultar el evidente declive que atravesaba el Imperio español en el.

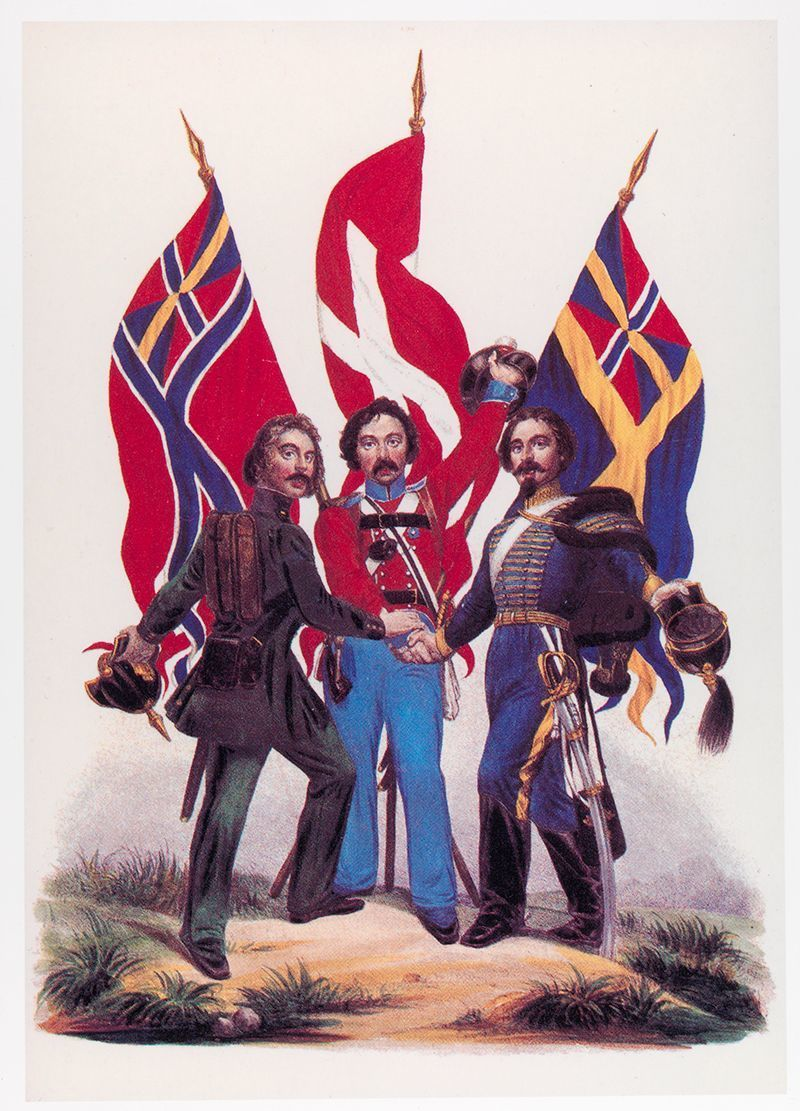
Propaganda escandinavista del que muestra soldados de Noruega, Dinamarca y Suecia, con sendas banderas, dándose las manos.

### SigloXX

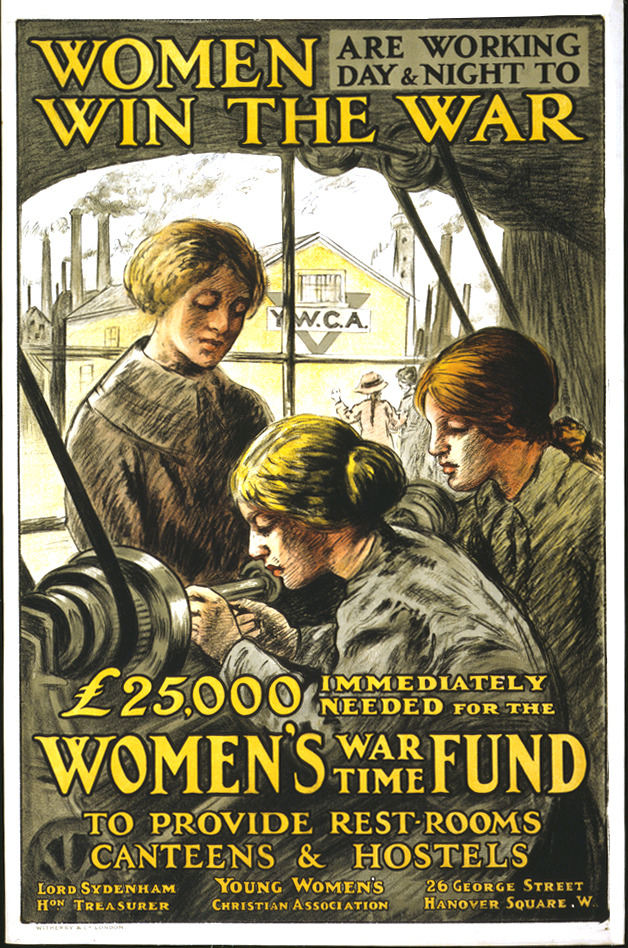
Cartel donde se promueve el trabajo femenino (Young Women's Christian Association).

Sin embargo, no es hasta la Primera Guerra Mundial cuando se inicia la sistematización del uso de la información al servicio de los intereses belicistas. El periodista Walter Lippmann y el relacionista público Edward Bernays fueron los responsables de orquestar la primera campaña antialemana en Estados Unidos para que el pueblo estadounidense diese su visto bueno a la entrada de este país en la contienda.
Un ambiente de rivalidad internacional materializado en actitudes chovinistas, sumado a la tensión propia de la época (agresivas políticas coloniales, conflictos anclados en la memoria como la guerra franco-prusiana) iniciaron el conflicto. Los sectores belicistas estimularon la agresividad recurriendo al empleo de todos los medios a su alcance, entre los que destacó el uso de la prensa y el collage masivo de carteles propagandísticos. Los medios de comunicación (prensa y radio) pasaron a ser controlados y censurados por los gobiernos. Los mensajes propagandísticos intentaban evitar la desmoralización y el derrotismo, hubo un fuerte control de la información que se recrudeció especialmente tras la crisis de 1917.
La guerra civil española constituye un verdadero hito, fue la antesala de la Segunda Guerra Mundial, donde se pondrían en práctica los elementos persuasivos más importantes. Como parte de la propaganda franquista ha quedado implantada la idea de que en la guerra civil española había dos bandos enfrentados. De esta manera se le pretendió dar legitimidad al hecho de apoyar con las armas un levantamiento contra el legítimo gobierno democrático.

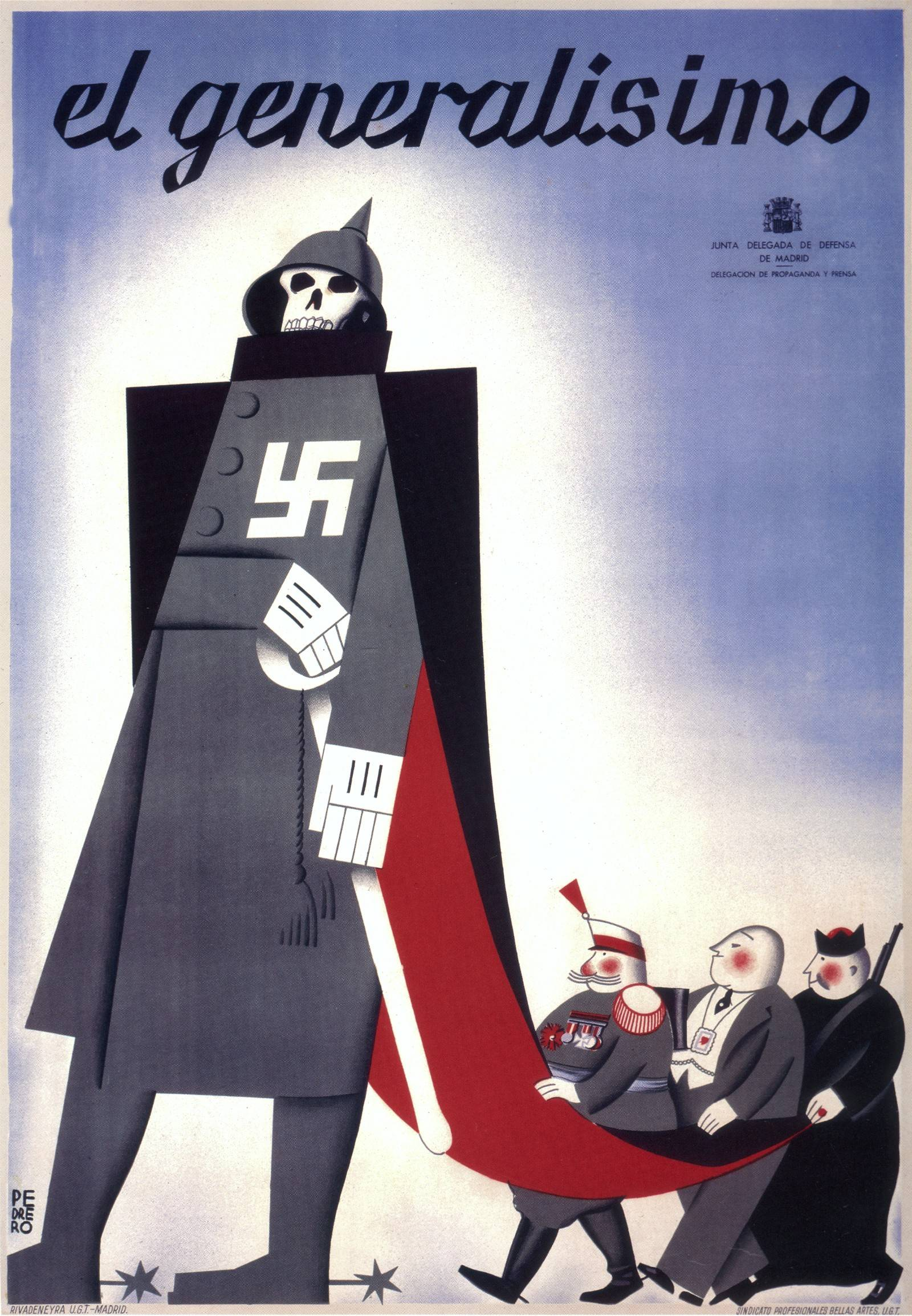
El Generalísimo (1937), cartel propagandístico elaborado por la Delegación de Propaganda y Prensa del Gobierno Republicano durante la guerra civil española (1936-1939), en el que se trata de describir a Francisco Franco aludiendo a sus vínculos con el nazismo, la Iglesia católica y el capitalismo.

Durante la Alemania Nazi, Adolf Hitler buscó modificar el sentido peyorativo que había adquirido el término propaganda en los años posteriores a la Primera Guerra Mundial. En este sentido, su primera acción propagandística consistió en imbuir en el pueblo alemán un concepto positivo de la propaganda. Joseph Goebbels era el encargado de promocionar o hacer públicos los avisos del gobierno. Usó lo que hoy en día se conoce como el marketing social, ensalzando sentimientos de orgullo, promoviendo odios y en ocasiones mintiendo y convenciendo de cosas alejadas de la realidad. También tuvo otras técnicas y métodos como el de hacer esperar al público alemán por las noticias en tiempos de victoria para crear un fuerte suspenso y hacer que cuando recibieran las buenas noticias, la alegría sería más duradera.
La propaganda ideológica durante la Segunda Guerra Mundial y la evaluación de sus efectos, confirmaron la eficacia de los mecanismos de persuasión, haciendo de la guerra ideológica un componente primordial en los conflictos armados posteriores.
En la Guerra Fría (1946-1989), la oposición y tensión entre las dos principales potencias mundiales de la segunda mitad del siglo XX: Estados Unidos y la URSS, que representaban a la forma de gobierno capitalista y comunista, respectivamente. No obstante, los intereses de ambos países evitaron un enfrentamiento directo entre las dos potencias. Por ello, el desarrollo de aquel periodo estuvo marcado específicamente por el combate simbólico y retórico impulsado por los dirigentes de cada uno de los bloques en cuestión. De este modo, la propaganda cobrará un valor especial.

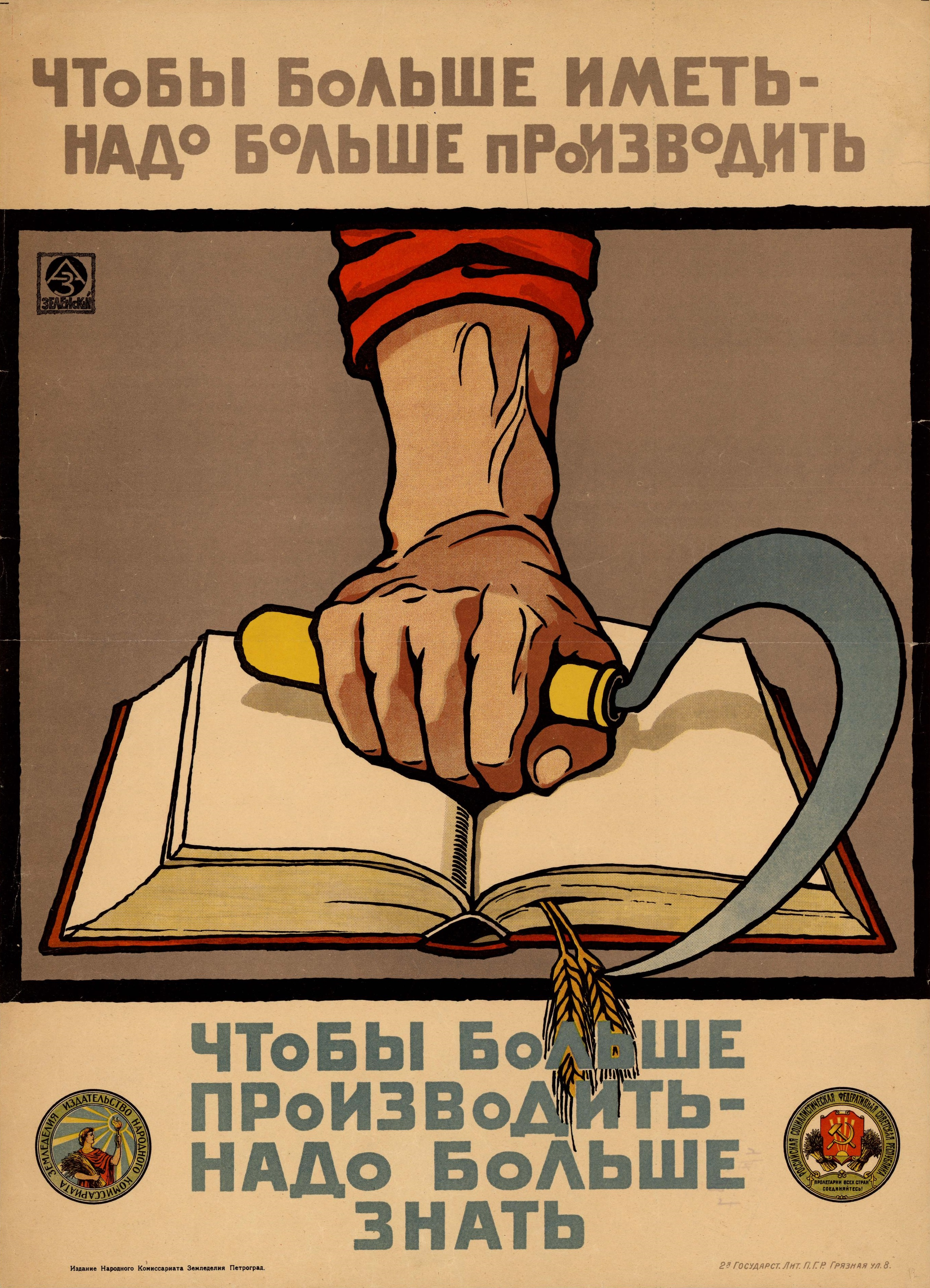
Propaganda soviética promoviendo la educación: «Para tener más, debemos producir más. Para producir más, debemos saber más».

En el caso de los estadounidenses, la Voz de América, un ejemplo de propaganda blanca, operaba como estación oficial de radio del gobierno. Gracias al control de este medio de comunicación, el ejecutivo podía emitir su discurso de manera que llegara al grueso de la población. Más tarde, el abuso de este canal será considerado por algunos críticos como una violación de la soberanía popular. El uso de la propaganda gris lo llevará a cabo especialmente fuera del territorio, sobre todo en la URSS y Europa del Este, donde se emitirán noticias y programas de entretenimiento en los que se insertarán mensajes correspondientes a la ideología estadounidense. Dichos contenidos serán emitidos por dos emisoras controladas por la CIA, Radio Free Europe y Radio Liberty.
Por lo que respecta a los soviéticos, estos pusieron en marcha unas estrategias similares a las de los estadounidenses. También los ideólogos comunistas hicieron uso de una estación oficial que transmitiera sus discursos oficiales, Radio Moscow. A su vez, utilizaron la propaganda gris en territorio estadounidense a través de las emisoras Radio Peace y Freedom. Pero los soviéticos, en el marco de su sistema estatalista, emplearon también la escuela como medio en el que desplegar su propaganda antiamericana. Se pretendía crear en los niños una mala imagen sobre el modo de vida estadounidense y hacer creer que la URSS era una potencia con muchos más recursos y riqueza.
Desde ambos sectores del conflicto se introdujo la llamada propaganda negra, sobre todo en periodos de crisis.

### SigloXXI
Después de los atentados del 11 de septiembre de 2001 el gobierno estadounidense inició lo que denomina Guerra contra el terrorismo, comprendida como una Guerra de cuarta generación, donde se hizo uso de los medios masivos, especialmente de los medios televisivos; sin excluir internet. La política estadounidense se ha centrado en propagar el supuesto Choque de civilizaciones, propaganda que promovió y logró el respaldo popular necesario para la invasión de Irak de 2003 con el argumento de que Sadam Huseín poseía armas de destrucción masiva y que apoyaba a la red Al Qaeda.

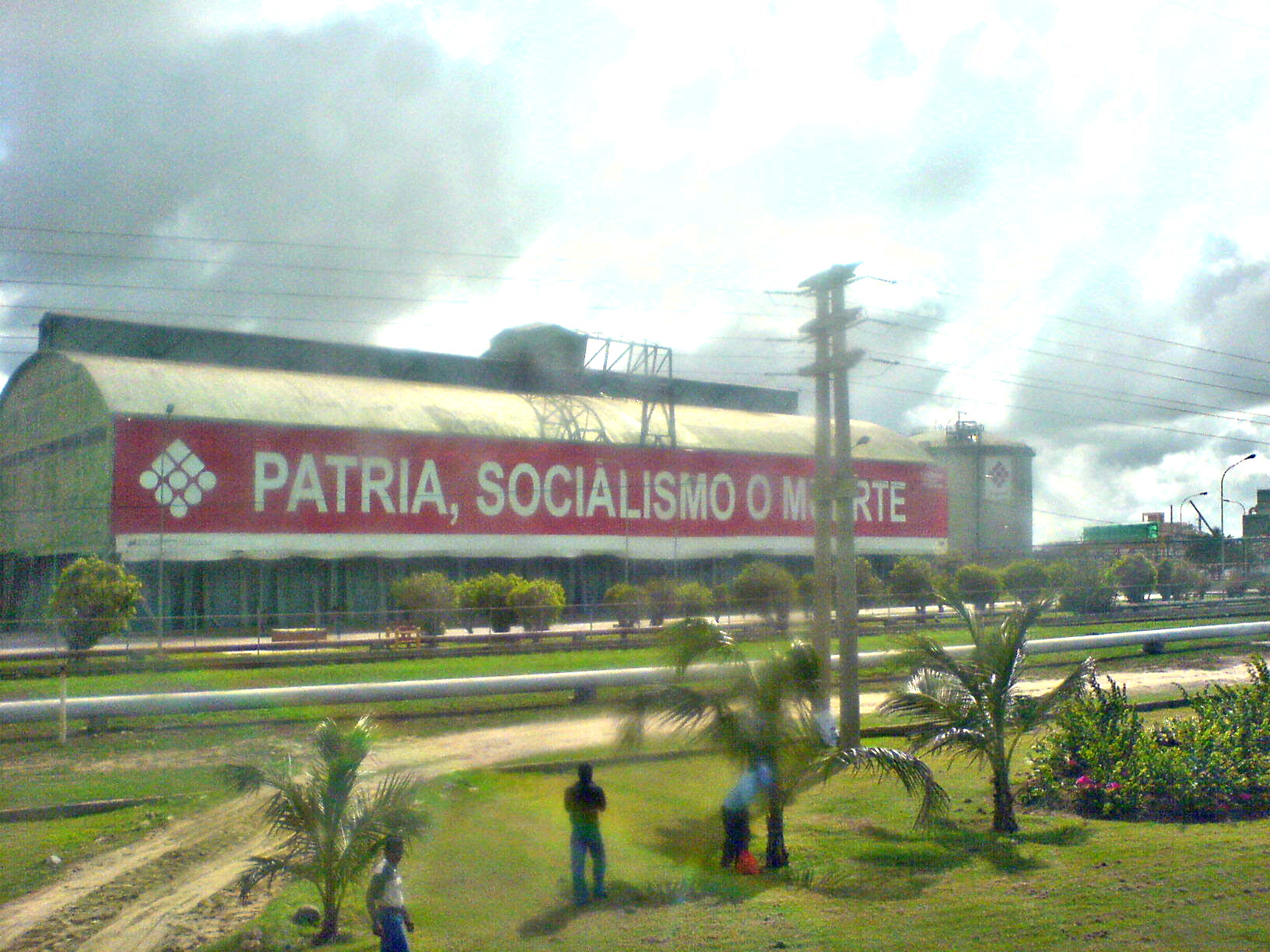
Propaganda chavista en una central de la Petroquímica de Venezuela (2008).

Estados Unidos en relación con el programa nuclear de Irán utilizó en 2006 la denominación de fascismo islámico en una retórica tendente a justificar un ataque contra Irán.
Si bien los gobiernos cuentan con la capacidad de difundir su retórica por medios masivos globales en forma extensa, los grupos que son atacados mediaticamente y los que se oponen a las guerras se valen de los medios alternativos y de internet principalmente, logrando influir en la opinión pública. Por otra parte, la estrategia de los medios alternativos es distinta, ya que se centran en ofrecer información que no se publica en los grandes medios y la participación horizontal del espectador al poder publicar su opinión junto con la información alternativa, situación que contradice los principios de la propaganda.
A comienzos de 2022 Rusia invadió Ucrania y el canal de televisión Russia Today y la agencia de noticias Sputnik fueron bloqueados en muchos países de Occidente. Se acusó a Rusia de realizar propaganda en favor de la invasión bélica. A su turno, plataformas sociales como Facebook, Instagram, TikTok o Twitter fueron bloqueadas por parte del gobierno ruso para evitar que los mensajes de Occidente pudieran ser transmitidos en Rusia.

## Características
La meta de la propaganda es aumentar el apoyo (o el rechazo) a una cierta posición, antes que presentarla simplemente en sus pros y sus contras. El objetivo de la propaganda no es hablar de la verdad, sino convencer a la gente: pretende inclinar la opinión general, no informarla. Debido a esto, la información transmitida es a menudo presentada con una alta carga emocional, apelando comúnmente a la afectividad, en especial a sentimientos patrióticos, y apela a argumentos emocionales más que racionales.
La propaganda se inserta en el campo de la comunicación, un terreno que engloba diversas áreas de conocimiento que, por su naturaleza, pueden dar lugar a confusión. Se articula a partir de un discurso persuasivo que busca la adhesión del otro a sus intereses. Es de carácter monológico y requiere el recurso del anuncio. La propaganda generalmente se repite y se dispersa sobre una amplia variedad de medios con el fin de crear el resultado deseado en las actitudes de la audiencia.

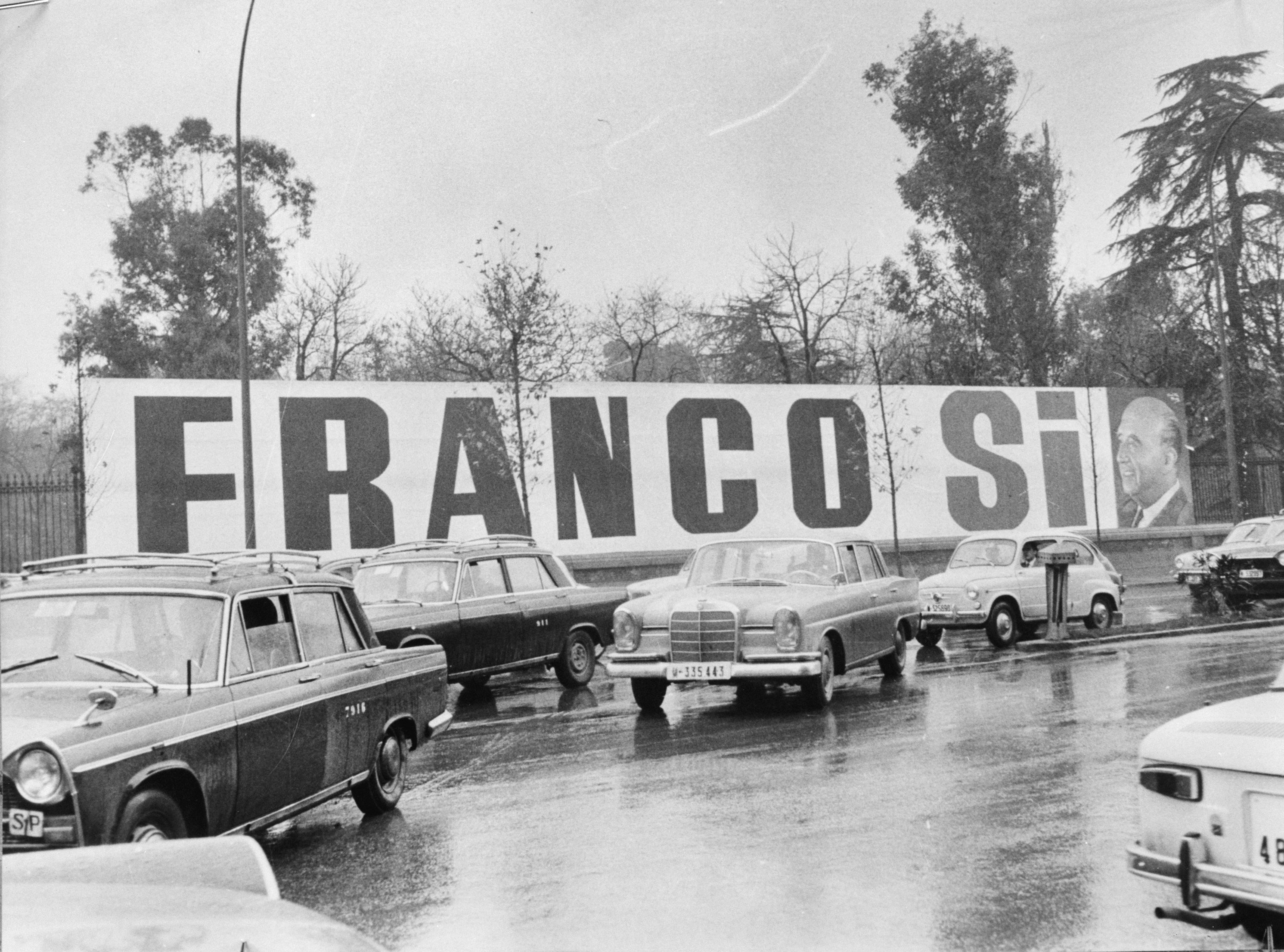
Cartel de propaganda franquista a favor del 'Sí' en el Referéndum sobre la Ley Orgánica del Estado celebrado el 14 de diciembre de 1966.

Su planteamiento consiste en utilizar una información presentada y difundida masivamente con la intención de apoyar una determinada opinión ideológica o política. Aunque el mensaje contenga información verdadera, es posible que sea incompleta, no contrastada y partidista, de forma que no presente un cuadro equilibrado de la opinión en cuestión, que es contemplada siempre en forma asimétrica, subjetiva y emocional. Su uso primario proviene del contexto político, refiriéndose generalmente a los esfuerzos patrocinados por gobiernos o partidos para convencer a las masas; secundariamente se alude a ella como publicidad de empresas privadas.
En cuanto al discurso periodístico, la propaganda tiende a esquematizar y simplificar los conceptos en lugar del carácter más argumentativo del periodismo.
En el caso del discurso pedagógico, este presenta el problema desde diversos puntos de vista que permiten al receptor formarse un criterio propio. En cambio, la propaganda se repliega en un solo punto de vista que tiende hacia el dogmatismo.

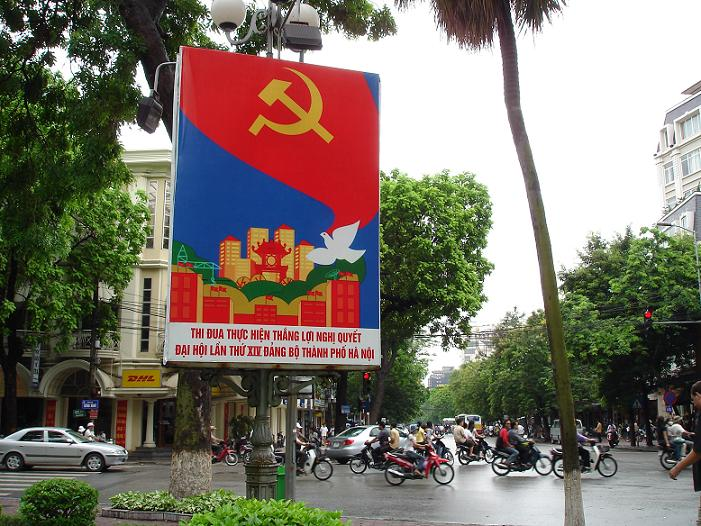
Cartel propagandístico comunista en Hanói, Vietnam, donde se representa una ciudad pacífica y próspera.

La propaganda, cuando es utilizada de forma no ética, es en realidad un modo de desinformación y censura y usa la metodología de la retórica para convencer a los destinatarios de la misma. En el sentido político del término se desarrolló fundamentalmente en el siglo XX con la Sociología moderna y la consolidación de la sociedad de masas. El ministro de propaganda de Adolf Hitler, Joseph Goebbels, sociólogo, lo primero que hizo para llegar al poder fue apoderarse de los medios de comunicación de masas para adoctrinar al pueblo con propaganda política.

## Técnicas de propaganda

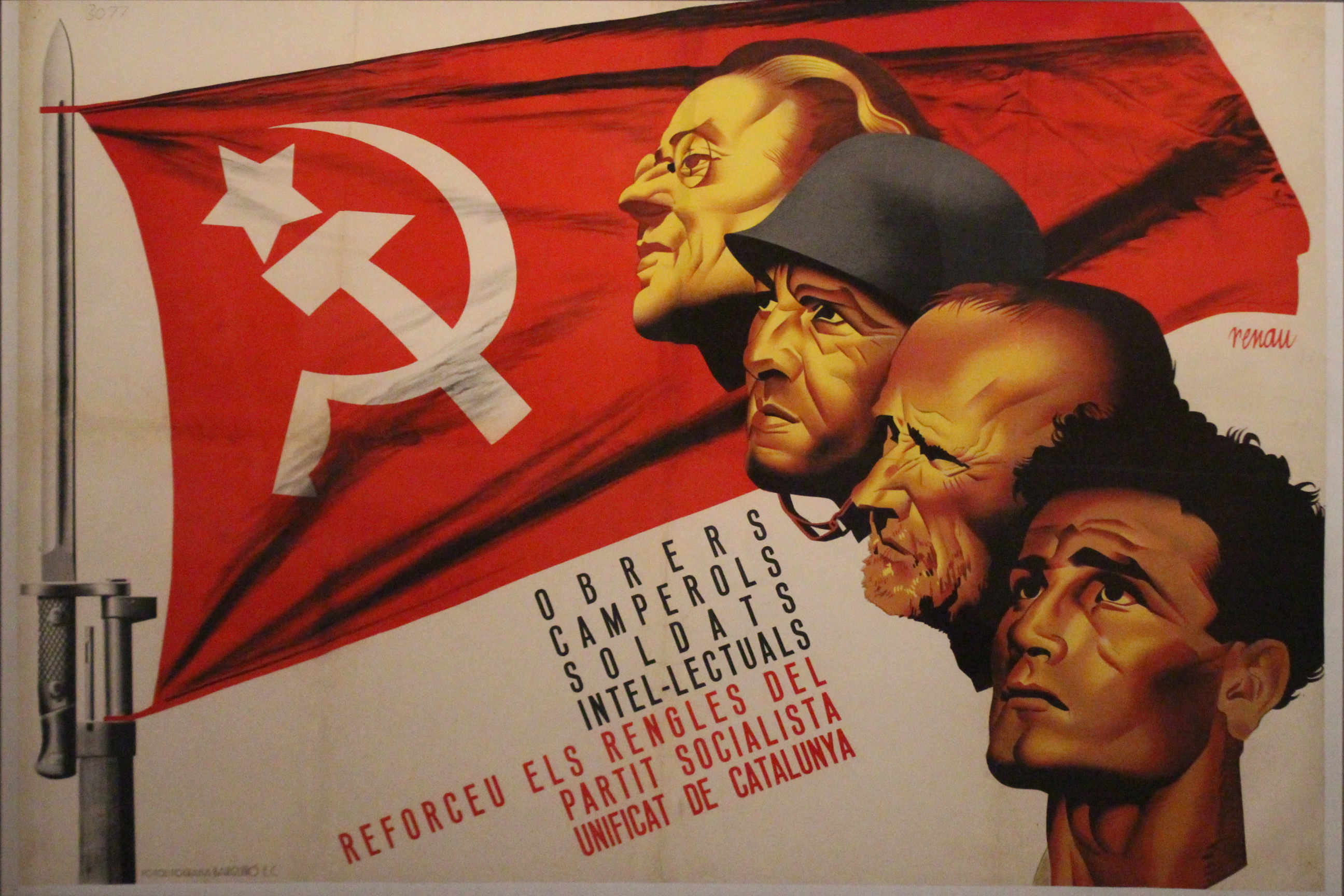
Póster propagandístico de la Revolución social española de 1936, obra del cartelista Josep Renau, en el que se apela a los cuatro grupos sociales que la revolución intentaba aglutinar: obreros, campesinos, militares e intelectuales.

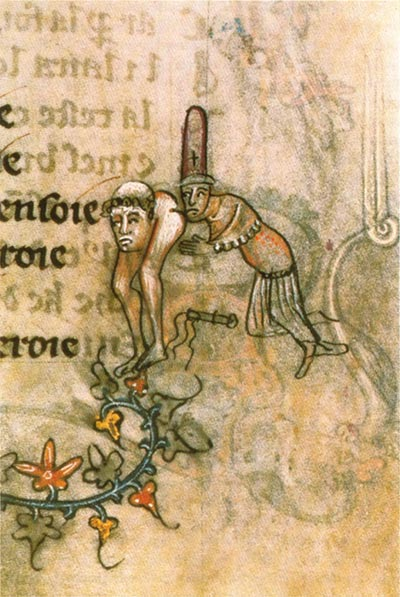
Ilustración de un manuscrito del siglo XIV en el que se representa a los caballeros templarios y los describe como sodomitas y homosexuales.

El fenómeno de la propaganda se ha diversificado y tecnificado en un alto grado, al mismo tiempo que los medios de comunicación también se desarrollan.  En las sociedades capitalistas, el auge de la publicidad comercial y de la propaganda política han sido parejos desde principios del siglo XX hasta la actualidad. Son las grandes empresas y expertos publicitarios los que hoy en día organizan las campañas electorales de los políticos en sus más mínimos detalles.
La psicología social sirve de ayuda e inspiración de la propaganda. Una serie de técnicas derivan de la falacia, otras usan la manipulación emocional. También se ha afirmado que la industria y los políticos emplean la llamada «seducción subliminal» como técnica de publicidad y propaganda.
Jean-Léon Beauvois ha creado el concepto de propaganda oscura (propagande glauque en francés) para definir los procesos de influencia inconscientes que tienen como objetivo crear un apriori positivo o negativo de determinado concepto. Ejemplos de ello serían la sonrisa o el tono afable de un presentador de televisión a la hora de hablar de temas que desea valorizar, pero sin entrar nunca un verdadero debate de ideas (el proceso de construcción europea, el crecimiento económico, los derechos humanos, etc.). Otro ejemplo podría ser la ausencia de héroes vinculados, por ejemplo, a ideologías comunistas o revolucionarias en las grandes películas comerciales. Estas películas vehiculan además numerosos estereotipos, tanto étnicos como históricos. El Pentágono financia y/o apoya proyectos cinematográficos, con un fuerte contenido patriótico. Según Beauvois, estos procesos son los más activos en la fábrica de las opiniones de base en las sociedades democráticas occidentales.
Éric Hazan ha seguido una metodología más heterodoxa en su estudio sobre las formas actuales de propaganda. Inspirándose de los análisis de Victor Klemperer respecto a la lengua de la Alemania Nazi, el editor francés ha estudiado las palabras, los giros y los procedimientos a través de los cuales la lengua pública actual acoge y transmite valores ideológicos sin pretender nunca hacerlo.
Anne Morelli ha elaborado un sistema analítico de la propaganda de guerra basado en las obras de Arthur Ponsonby y George Demartial.

## Diferencia entre propaganda y publicidad
En inglés, la palabra propaganda tiene connotaciones negativas. No es necesariamente así en otras lenguas, y el uso del término puede llevar a malentendidos con gente de otros idiomas. Por ejemplo, en Brasil y algunos países hispanoamericanos, el término propaganda fue adoptado como sinónimo de publicidad comercial. No obstante, esta definición está reflejada en el diccionario de la Real Academia Española.
En cuanto a la diferencia entre publicidad comercial y política, se destaca el tipo de conducta que se propone modificar. En el caso de la publicidad dentro del sistema capitalista, se pretende influir en las conductas de consumo de una persona mediante campañas o acciones publicitarias en diferentes medios y con diferentes objetivos (lanzamiento de un producto, posicionamiento de marca, recordación de marca, etc.) para que el consumidor lleve a cabo un acto de consumo en un corto o largo plazo. Mientras que en la propaganda se trata de que una persona se adhiera a una ideología o creencia.
Otra de las discrepancias es que la publicidad comercial se dirige al individuo (cumpliendo con el cometido de la enajenación individual necesaria dentro del sistema capitalista), mientras que el público objetivo de la propaganda es el grupo social para identificar al ciudadano con los valores del conjunto. No obstante, en la actualidad la frontera entre ambos términos se vuelve difusa debido a la convergencia de intereses entre las grandes empresas y partidos políticos.

## El uso del cine, radio y televisión como herramientas propagandísticas
Un filme o programa televisivo propagandístico es aquel cuyo fin es el de utilizar la fuerza de estos medios para influenciar en la opinión del espectador y convencerlo para apoyar una causa determinada, como podría ser en el campo político o religioso. Muchos países sumergidos en dictaduras totalitarias han visto cómo sus líderes han utilizado estos medios para ganarse la confianza y el apoyo de la población, así como de aislarles de cualquier influencia u opinión proveniente del exterior.

### Segunda Guerra Mundial
Durante el transcurso de la Segunda Guerra Mundial se llevaron a cabo varios documentos audiovisuales con fines propagandísticos para concienciar a la población del poder y la barbarie enemiga y aumentar el ánimo de tropas y civiles.

#### Alemania

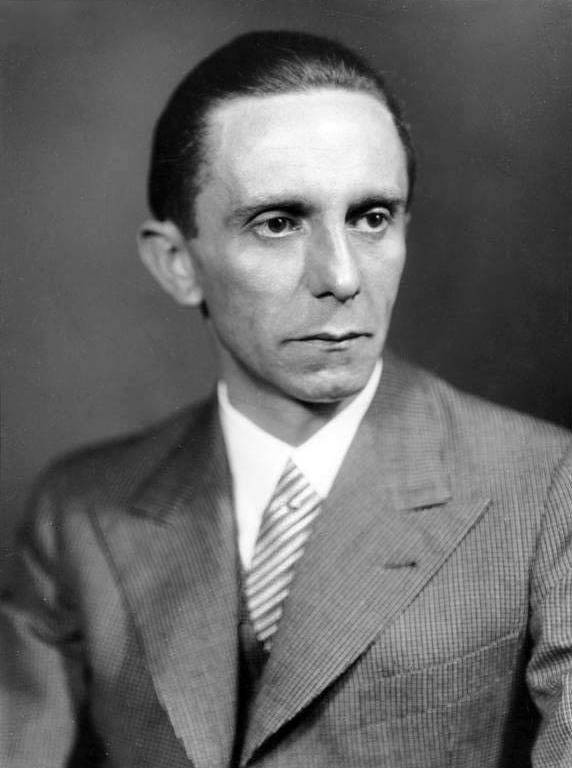
Fotografía de Joseph Goebbels (1933), quien ejerció como ministro de propaganda de la Alemania nazi. Fue muy popular por su brillante oratoria y habilidad como propagandista.

La Alemania nazi fue la primera en crear películas propagandísticas antes del inicio del conflicto bélico, como puede observarse en el título El triunfo de la voluntad (Triumph des Willens), de Leni Riefenstahl. Esta producción fue solicitada por el mismísimo Adolf Hitler y en ella se mostraba el congreso del Partido Nacionalista de 1934 en Núremberg. La propaganda nazi no solo se limitaba a documentales o películas, incluía medio como carteles y libros. En 1933 el Partido Nazi creó el Ministerio de Propaganda dirigido por Joseph Goebbles y que se encargaría de llevar a cabo la regulación de la prensa, la literatura, el arte visual, el cine, el teatro, la música y la radiodifusión.

#### Estados Unidos
El primer filme de Hollywood que buscaba influenciar a la consciencia pública fue Confesiones de una espía nazi (1939), de Anatole Litvak, la cual fue estrenada tan solo cuatro meses antes de que se desatara la Segunda Guerra Mundial en Europa. La misma trata sobre la presencia nazi en Estados Unidos. Otras películas posteriores a ésta y que tratan sobre el peligro y la influencia negativa del nazismo fueron El gran dictador (1940) de Charles Chaplin, Foreign Correspondent (1940) de Alfred Hitchcock y Man Hunt (1941), de Fritz Lang.
Mucho antes de la entrada de Estados Unidos en la Segunda Guerra Mundial El Pentágono había creado una unidad de comunicación mediática llamada Signal Corps, la cual había creado varios cortos documentales orientados a concienciar al ejército, pero los jefes militares consideraron que los mismos no eran del todo efectivos. Este hecho llevó a que el gobierno estadounidense se encomendara a cineastas nacionales de gran importancia para originar películas que levantaran la moral del público e informaran como avanzaba la Guerra, tales como los documentales La batalla de Midway (1942) de John Ford, Memphis Belle: A Story of a Flying Fortress (1944) de William Wyler o The Battle of San Pietro (1945) de John Huston.
Durante el transcurso de la Segunda Guerra Mundial el Gobierno de los Estados Unidos, en concreto el general George Marshall, encargó a Frank Capra la creación de la enormemente popular serie documental de 7 capítulos Why We Fight (1942-1945), la que incitaba al pueblo estadounidense a pelear con coraje en el conflicto bélico. Inicialmente el director mostró su desacuerdo a dicho encargo, pero finalmente aceptó el mismo y el producto finalizado fue de gran utilidad para la propaganda de guerra estadounidense. Capra se basó en el estilo documental de los films de la ya mencionada Leni Riefenstahl, e invirtió las imágenes mediante una nueva narrativa para pasar de las triunfales que presentaba Riefenstahl a representaciones que condenaban mediante las mismas imágenes la barbarie del totalitarismo y delirio de los mandatarios del Eje; para esto también se utilizaron animaciones creadas por la productora Disney, películas de ficción y materiales capturados al enemigo.

### España

#### Guerra civil
En el bando republicano, entre 1936 y 1937, existió un Ministerio de Propaganda.
En el bando sublevado, existió la Delegación Nacional de Prensa y Propaganda y ya en plena dictadura el Ministerio de Información y Turismo.

#### Durante la dictadura franquista
Ya desde el inicio de la dictadura de Franco se podía percibir cuál sería el calado de las transmisiones televisivas, ya que cualquier ensayo realizado por extranjeros o nacionales debía tener su consentimiento y aprobación, puesto que eran las autoridades del régimen quienes debían fijar las características del modelo televisivo.
El 28 de octubre de 1956 comenzaron oficialmente la retransmisiones regulares de televisión en España. TVE fue el medio propagandístico más potente que el régimen franquista utilizó para transformar la realidad de manera favorable y hacerla llegar a la población. Inicialmente, Franco fue reacio a la televisión por el miedo a que producciones extranjeras pudieran enturbiar los valores según los cuales la población española debía vivir. Gran parte de los días elegidos para la inauguración de estudios o retransmisiones coinciden con aniversarios de fechas simbólicas para el régimen franquista, como la inauguración de los Estudios de Prado del Rey el 18 de julio de 1964 (XXV años de Paz).

A mediados de los 60, Franco realiza un discurso donde claramente se puede intuir el fin del medio televisivo para su régimen. Las palabras textuales son las siguientes:
Canarios y españoles todos que me escucháis: 
Nos congratulamos por este acto, con el que al incorporar a la red de Televisión Española una nueva y potente emisora, se dota a las provincias isleñas de un nuevo medio de difusión de la cultura y de la verdad de España. Canarias, presente siempre en el quehacer nacional, vinculada al conjunto de la Patria con fuertes lazos espirituales que fecundó la sangre vertida por sus hijos en la empresa de nuestro Movimiento Nacional, que constituye una de las más apreciadas fuentes de nuestro comercio exterior y uno de los más importantes centros de atracción turística, por la belleza incomparable de sus tierras y la hospitalidad de sus moradores, se convierte hoy en nuevo eslabón de esta cadena de unión que en el mundo moderno son los programas de televisión, a través de los cuales recibiréis cotidianamente, y con el abrazo de la Península, el testimonio de la verdad de España y de la indiscutibilidad de sus realidades .
En oposición a la propaganda llevada a cabo por el régimen de Franco se crea, a instancias de Dolores Ibárruri "La Pasionaria", Radio España Independiente. Lleva a cabo sus emisiones desde el 22 de julio de 1941 hasta el 14 de julio de 1977, primero desde Moscú y a partir del 5 de enero de 1955 desde Bucarest.

#### RTVE
El 16 de octubre de 2003, RTVE y Alfredo Urdaci, se refirieron al sindicato Comisiones Obreras como "ce ce o o" para informar sobre la demanda interpuesta por dicho sindicato a RTVE por el tratamiento informativo dado en la huelga general del 20 de junio de 2002. Los servicios jurídicos del sindicato creyeron oportuno emprender nuevas acciones legales al considerar que se habían burlado del tribunal, del propio sindicato y de la opinión pública.
En el 2015 el diario británico Financial Times acusaba al gobierno de Mariano Rajoy de crear una programación, en la cadena pública, para favorecer a su partido y silenciar los partidos de la oposición, en fechas cercanas a las elecciones generales del 20 de diciembre de 2015. Como ejemplos de esta manipulación el artículo hablaba sobre los casos de corrupción y de que los telediarios de TVE daban menor cobertura a los casos que afectaban al Partido Popular, y hacía referencia al trato que se le daba al partido de Pablo Iglesias (Podemos), el cual tildaba de injusto, en referencia a que promovía hostilidad hacia su líder.